# Diamanda La Berge Dramm
Diamanda La Berge Dramm (* 1991 in Amsterdam) ist eine niederländisch-amerikanische Musikerin (Geige, auch Gesang, Elektronik, Komposition), die sich bewusst zwischen den Lagern von Klassik, Neuer Musik und Improvisation bewegt.

## Leben und Wirken
Dramm, die in Amsterdam in einer Musikerfamilie aufwuchs, begann bereits mit vier Jahren mit dem Violinenunterricht. Mit dreizehn Jahren eröffnete sie 2005 das Holland Festival mit Raadsels von Louis Andriessen. Am New England Conservatory in Boston absolvierte sie ihr Bachelorstudium, wobei sie mit dem John Cage Award ausgezeichnet wurde. Ein Masterstudium bei Vera Beths am Koninklijk Conservatorium Den Haag schloss sich an; 2015 wurde sie mit dem Nicolai Prijs für die außergewöhnlichste Abschlussprüfung bedacht.
Seitdem trat Dramm international als Solistin und in Kammermusikensembles, aber auch mit verschiedenen Bands auf. In Zusammenarbeit mit den Komponisten führte sie Werke von Christian Wolff, Alvin Lucier, Gunther Schuller, Chaya Czernowin, George Benjamin und Georg Friedrich Haas auf. 2018 publizierte Garth Knox die Violin Spaces (Schott), eine Sammlung von acht, Dramm gewidmeten Konzertetüden mit Schwerpunkt auf erweiterten Instrumentaltechniken, die er mit ihr zusammen entwickelt hatte. Dramm produzierte detaillierte Lehrvideos und stellte die Stücke auch auf einer Tournee vor. Sie unterrichtet diese weiterhin international in Meisterkursen.
Mit ihren Eltern, dem Komponisten David Dramm und der Flötistin Anne La Berge, legte Dramm das Album Modern Genetics (2019) vor. Am Muziekgebouw Eindhoven initiierte sie ein interaktives Crossover-Projekt zu Charles Ives’ fünfter Violinsonate. Gedichte von Stephen J. Fowler vertonte sie auf der EP Beastings (2019) und dem Album Chimp (2022). 2021 veröffentlichte sie bei Genuin ihr Album Inside Out mit Bachs Solo-Partita in d-moll und Werken von John Cage. Weiterhin ist sie auf Alben von Anthony Coleman (The End of Summer), Burr Van Nostrand (Voyage in a White City), Theo Loevendie & Erik Bosgraaf (Nachklang, Reflex, Dance, Improvisations), Frank Denyer (The Boundaries of Intimacy), Ig Henneman (Solo Songs for Instruments) und Steamboat Switzerland (Orange Slice / Smackgirl) zu hören.

## Preise und Auszeichnungen
Dramm erhielt 2015 den Kersjes Prijs; 2018 folgte der Dutch Classical Talent Tour & Award und 2019 der Förderpreis Deutschlandfunk. 2022 wurde sie mit dem Willem Breuker Prijs ausgezeichnet, da es für sie selbstverständlich sei, ihr Geigenspiel mit allen möglichen anderen Ausdrucksformen zu verbinden und ihre körperlichen Emotionen in Musik zu übersetzen.